# Антон Гюнтер
Антон Гюнтер (нем. Anton Günther; 10 ноября 1583, Ольденбург — 19 июня 1667[…], Растеде, Аммерланд) — граф Ольденбурга с 1603 и Дельменхорста с 1647 года. Сын Иоганна VII Ольденбургского (1540—1603) и Елизаветы Шварцбург-Зондерсгаузенской.

## Биография
Его родителями были граф Ольденбурга Иоанн VIIи Елизавета Шварцбург-Бланкенбург.
Когда его отец умер в 1603 году, Антон Гюнтер принял на себя управление страной в возрасте 20 лет. Весной 1606 года также поступил в Падуанский университет, в юности совершил множество путешествий по дворам Германии и других европейских стран.
Антон Гюнтер оставил по себе добрую память благодаря политике нейтралитета, которой он неукоснительно придерживался во время Тридцатилетней войны. Это позволило Ольденбургу избежать разорения, которое постигло многие другие крупные княжества Священной Римской империи. Кроме того, Антон Гюнтер значительно расширил свои владения, присоединив к ним графство Дельменхорст.
Чтобы поправить финансовое положение, Антон Гюнтер придавал большое значение разведению и экспорту лошадей ольденбургской породы, из-за чего его прозвали «конюхом императора». В 1610-е годы конфликтовал с вольным городом Бремен из-за пошлины, которую он распорядился взимать с судов, проплывавших по Везеру. Улаживать спор пришлось лично императору Фердинанду II.
Антон Гюнтер был женат на Софии Катерине (1617—1696), дочери герцога Александра Шлезвиг-Гольштейн-Зондербургского и его жены Доротеи Шварцбург-Зондерсгаузенской. Поскольку его брак был бездетным, Антон Гюнтер назначил своим наследником в Ольденбурге и Дельменхорсте короля Дании, происходившего из Ольденбургской династии.
Незаконнорожденному сыну Антону, графу Альденбургскому, он передал как самостоятельное владение часть своих земель вокруг Фареля; эта сеньория в начале XVIII века перешла по наследству в род Бентинков. Сестре Магдалене, княгине Ангальт-Цербстской, он завещал сеньорию Евер, которая через много лет перешла по наследству к Софии Августе Ангальт-Цербстской, занявшей в 1762 году российский престол.

### Внешняя политика
В 1623 году он приобрел сеньорию Книпхаузен, а в 1647 г. после смерти родственника Кристиана IX унаследовал графство Дельменхорст (ранее они подписали соглашение о возаимном наследовании).
Во время Тридцатилетней войны графу путём нейтралитета удалось защитить своё графство от разорения противоборствующими армиями. Поставки ольденбургской породы лошадей для перевозки артиллерии также было экономически выгодным делом. Легенда гласит, что Антон Гюнтер смог предотвратить неминуемое нападение полководца Католической лиги графа Иоганна Тилли на город Ольденбург, дав ему лошадей и указав подходящий маршрут прохода через болота. В 1635 г. он передал поместье Нойенфельде недалеко от Эльсфлета бывшему ранее на шведской и саксонской службе фельдмаршалу Вольфу Генриху фон Баудиссину.

### Экономическая политика
После восхождения на трон граф продолжил строительство дамбы в бухте Ядебузен.
В 1612 году граф Антон Гюнтер потребовал ввести везерскую пошлину для всех торговых судов, плавающих по Нижнему Везеру, чтобы покрыть якобы высокие затраты на обеспечение безопасности фарватера. Это привело к конфликту с вольным имперским и ганзейским городом Бременом. Лишь в 1622 г. графу удалось добиться от курфюрстов и императора Фердинанда II согласия на введение пошлины, которая была введена в 1623 г. В обоснование было признано, что Ольденбург имел право на компенсацию за содержание маяка на острове Вангероге и расходы на укрепления по побережью. Несмотря на подтверждение таможенных прав, Бремен отказался оплачивать сборы. По итогам Вестфальского мира 1648 г. пошлина была подтвержден, сопротивлявшийся Бремен с 1652 по 1653 г. пребывал под имперской опалой. Город признал пошлину на Регенсбургском вечном сейме, за несколько лет тариф принёс графству более 100 тыс. рейхсталеров.
Как любитель и заводчик красивых лошадей, он популяризировал ольденбургскую породу лошадей, за что получил прозвище «конюшего Священной Римской империи». В 1608 г. издал указ о создании ярмарки Крамермаркт, ставшей одной из крупнейших в Северной Германии и которую он ежегодно лично посещал. В октябре 1656 г. он организовал регулярную почтовую службу из Ольденбурга в Бремен. Подарил своему давнему другу и советнику, а также послу Брауншвейга и горнодобытчику Хилмару фон Мюнхгаузену недавно обнесенную дамбами болотистую местность в Миддоге недалеко от Йевера.

## Смерть
Умер в своем охотничьем домике в Растеде 19 июня 1667 г. Существовавший с 1635 г. брак с Софией Катариной Гольштейн-Зондербург остался бездетным. От внебрачной связи с придворной дамой Елизаветой фон Унгнад у него в 1633 г. родился сын, который позже стал графом Антоном фон Альденбург. Отец завещал ему графство Альденбург, состоявшее из амта Варель, сеньории Книпхаузен, фогтства Яде и фольварк Хан.
Сестра графа Антона Гюнтера Магдалена вышла замуж за князя Ангальт-Цербста Рудольфа, владела сеньорией Йевер.
Не имея законных потомков, Гюнтер назначил наследником происходившего из дома Ольденбург короля Дании Фредерика III. Графство административно управлялась германской канцелярией в Копенгагене. В соответствии с пожеланием Антона Гюнтера Антон фон Альденбург был назначен губернатором.